# إدغار بارنهارت
إدغار بارنهارت (بالإنجليزية: Edgar Barnhart)‏ هو لاعب كرة قاعدة أمريكي، ولد في 16 سبتمبر 1904 في Providence, Boone County, Missouri ‏ في الولايات المتحدة، وتوفي في 14 سبتمبر 1984 في كولومبيا في الولايات المتحدة.